# Ctenotus iapetus
Espèce
Synonymes
- Ctenotus quattuordecimlineatus iapetus Storr, 1975

Statut de conservation UICN

 LC  : Préoccupation mineure
Ctenotus iapetus est une espèce de sauriens de la famille des Scincidae.

## Répartition
Cette espèce est endémique des régions côtières du Nord-Ouest de l'Australie-Occidentale en Australie.

## Publication originale
- Storr, 1975 : The genus Ctenotus (Lacertilia: Scincidae) in the Kimberley and North-west Divisions of Western Australia. Records of the Western Australian Museum, vol. 3, no 3, p. 209-243 (texte intégral).